# Eurithia agathe
Eurithia agathe là một loài ruồi trong họ Tachinidae.